# قيادة الدفاع الجوي العراقي
هي إحدى تشكيلات القوات المسلحة العراقية أسست في 1 شباط 1993، لحماية أجواء العراق من أي اعتداء جوي خارجي، وهي من الصنوف المهمة التي كان لها دور فعال في حماية الأجواء العراقية حتى قبل أن تتشكل بصورة رسمية في 1993. أعيد تشكيلها في عام 2011. قائد القيادة الحالي مهند غالب الأسدي.

## نبذة تاريخية عن الدفاع الجوي
أدى ظهور الطائرات واستخدامها في الأغراض العسكرية في الحرب العالمية الأولى إلى ظهور وسائل قتال مضادة بمدفعية ورشاشات مضادة للطائرات وحواجز البالونات والرصد البصري وكان استخدام هذه الوسائل خلال الحرب العالمية الأولى وفي الفترة التي أعقبها لا يتعدى المستوى التعبوي وفي أثناء الحرب العالمية الثانية والفترة التي أعقبتها شهد الدفاع الجوي تطورا سريعا وفعالا نتيجة التطور الذي حدث في وسائل الهجوم الجوية الحديثة فاتسع مجال عمل وسائل الدفاع الجوي وجاوز المستوى التعبوي وأصبح ميدانيا لفن العمليات.
في ظروف الحرب الحديثة زادت القوة التدميرية لأسلحة الهجوم الجوي إلى حد كبير وتطورت الأساليب التعبوية لاستخدامها مما أدى إلى اعتبار الدفاع الجوي أحد العناصر الأساسية في الدفاع عن أي دولة فهو يمثل الدرع الذي يؤمن الحماية لأنشطة الدولة الحيوية ولقواتها المسلحة من أي هجوم جوي معادي ويكلف الدفاع الجوي عادة بحماية المناطق الصناعية والاقتصادية والمراكز السياسية والإدارية ومناطق تحشد القوات البرية والجوية والبحرية والأهداف الحيوية الأخرى والوسائط العسكرية في الميدان أثناء التقدم والهجوم لحمايتها من التهديدات الجوية.
في بداية تأسيس الجيش العراقي لم يكن لأسلحة مقاومة الطائرات أهمية تذكر إذ لم يكن هناك تهديد جوي ولم يظهر دور الدفاع الجوي حينها بشكل واضح إذ كانت القوات البرية في ذلك الوقت تعتمد على البنادق والرشاشات الموجودة لدى أفواج المشاة والوحدات الأخرى لمواجهة الطائرات المعادية. وبعد تأسيس الجيش العراقي بدأ التفكير بشراء أسلحة مقاومة الطائرات لأغراض الحماية ضد الطائرات المعادية.
تم إعادة تصميم الدفاعات الجوية العراقية بعد الغارة الإسرائيلية على المفاعل النووي «مفاعل تموز» في عام 1981. تم تركيب شبكة من الرادارات والصواريخ سطح-جو (سام) ومدفعية مضادة الطائرات (AAA)، تتركز حول المنشآت الاستراتيجية والصناعية في مدينة بغداد. مركز عمليات الدفاع الجوي الوطني (ADOC) في وسط بغداد. وتقع على عاتقها الحفاظ على سماء العراق من أي اعتداء خارجي.
حتى بعد حرب الخليج الأولى عام 1991 ، لا زال الجيش العراقي يملك مجموعة واسعة من الأسلحة المتطورة التي يمكن أن يهاجم بها الطائرات المدنية المحلقة فوق العراق، وتشمل هذه الأسلحة، أسلحة روسية وطائرات مقاتلة فرنسية الصنع تحمل صواريخ جو جو، وأنظمة صواريخ روسية ارض جو، نظام دفاع جوي متكامل تم بناؤها جزئياً ورادات الإندار المبكر.
بعد عام 2003 وحل الجيش العراقي أصبحت قيادة الدفاع الجوي العراقي تعتمد على المصادر الغربية أكثر من الشرقية، فاستلمت أنظمة أمريكية متطورة مثل الهوك وافينجر، ورادارات متطورة أميركية من قبل الولايات المتحدة ، وتخلصوا من العقيدة السوفيتية وأصبحت تتستعمل انظمة رادارات واتصالات وتقنيات حديثة،

## نشأة الأسلحة والمنظومات وتطورها

### أسلحة مقاومة الطائرات

#### من العهد الملكي إلى عام 1958
لم يكن هناك أهمية لأسلحة مقاومة الطائرات عندما تأسس الجيش العراقي، لعدم وجود تهديد جوي ولعدم بروز دوره بدرجة واضحة، وكانت القوات البرية تعتمد آنذاك على البنادق والرشاشات في أفواج المشاة والوحدات الأخرى لمواجهة الطائرات المعادية. وبعد سنوات بدأ التفكير بشراء أسلحة مقاومة الطائرات لأغراض الحماية من الطائرات المعادية وقد شُكلت أول وحدة مقاومة طائرات يوم 3 كانون الثاني/ يناير، عام 1939، وأطلق عليها (بطرية مقاومة الطائرات الخفيفة /1) وكانت مكونة من مدافع مقاومة الطائرات ذات عيار 10 ملم ألمانية الصنع، وخُصصت للفرقة الأولى. واشتركت في قمع التمرد البارزاني. وكانت تحمل البطرية على عجلات وصارت قوة سيارة لحماية الأرتال.
```
وفي 
20 آذار
، 
مارس
، من عام 1946، شكلت البطرية الثانية باسم بطرية مقاومة الطائرات الخفيفة الثانية في كركوك، وخصصت إلى الفرقة الثانية، وكان أول أمر لها النقيب سعيد محمد السكران، وكان آمرؤ الرعائل كل من الملازم داود سلمان الغلاي، والملازم زكي داود طاهر، والملازم إبراهيم شاكر، وكان تسليح البطرية من مدافع 20 ملم ألمانية الصنع ومدافع 20 ملم برادى.
```

في 2 تموز، يوليو، من عام 1947، شكلت بطرية مقاومة الطائرات الثقيلة، وسُلحت بمدافع 3/7 بريطانية الصنع وتكونت البطرية من رعيلين يضم كل رعيل أربعة مدافع، فتحت هذه البطرية في بغداد لتأمين الحماية من الجو وكان مقر الرعيل الأول معسكر الوشاش، بإمرة الملازم أول زكي نافع، وكان مقر الرعيل الثاني في منطقة الوزيرية بإمرة م.أول داود سلمان الغلاي. وعندما اشترك الجيش العراقي في حرب فلسطين عام 1948، برزت الحاجة إلى تأمين أسلحة مقاومة الطائرات بدرجة أوسع مع ضرورة إدخال أسلحة أكثر تطوراً في فرق الجيش والتشكيلات والوحدات. وعلى أثر ذلك استحدث ملاك فصيل مقاومة الطائرات وأضيف إلى ملاك سرية الإسناد في كل فوج لحماية المقرات والتشكيلات من التهديد الجوي المعادي المُحتمل.
خلال الأعوام من 1950، إلى 1958، شُكلت عدد من وحدات مقاومة الطائرات وشكلت بطرية مقاومة الطائرات الأولى بتاريخ 11 آيار/ مايو، 1950، وسلحت بمدافع 40 ملم بوفرز بريطانية الصنع، واستحدثت أول كتيبة مقاومة طائرات في 3ك2 1952، وأطلق عليها كتيبة مقاومة الطائرات الخفيفة الأولى بالاستفادة من بطريات مقاومة الطائرات 40 ملم. وغُير تسمية بطاريتي مقاومة طائرات 20 ملم إلى البطرية الأولى والبطرية الثانية. وتغير تسمية البطريات الآتية إلى:
- بطرية مقاومة الطائرات الخفيفة الأولى 20 ملم إلى بطرية مقاوم الطائرات الأولى وألحقت بالفرقة الأولى.
- بطرية مقاومة الطائرات الخفيفة الثابتة 20 ملم إلى بطرية مقاومة الطائرات الثانية وألحقت بالفرقة الثانية.

في 15 آذار، / مارس، من عام 1955، شكل جناح مقاومة الطائرات والأنوار الكشافة في مدرسة مدفعية الميدان، ليكون مسؤولاً عن فتح الدورات الاختصاصية لمدفعية مقاومة الطائرات، بعد أن كانت تنظم جميع الدورات في مدرسة مدفعية الميدان بإشراف ضباط مدفعية الميدان، وعين لها أَولُ آمر جناح مقاومة الطائرات المقدم جاسم محمد جليل وهنا بدأت رملحة جديدة في حياة صنف مدفعية مقاومة الطائرات إذ ظهرت للمرة الأولى جهة اختصاصية مسؤولة عن التدريب.
وفي 31 كانون الأول، ديسمبر، من عام 1955، شكلت كتيبة مقاومة الطائرات الخفيفة الثانية، على وفق ملاكها وضمت مقر كتيبة وثلاث بطريات تتألف كل بطرية من ثلاث رعائل والرعيل يحوي 6 مدافع وسلحت بمدافع 40 ملم بوفرز، وألحقت هذه الكتيبة بفرقة المشاة الثانية التي كانت مجهزة قبل تشكيل الكتيبة ببطرية واحدة مقاومة طائرات الثانية من عيار 20 ملم.
وفي 2 تشرين الأول/ أكتوبر، 1956، شكلت مفرزة الهدف الجوي المسيطر عليه لاسلكياً، لتدريب وحدات مقاومة الطائرات على الرمي، وضمت المفرزة طائرات عدة صغيرة تطير بدون طيار مسيرة باللاسلكي أسكنت في معسكر الوشاش، وارتبطت بمدرسة مدفعية الميدان، ولصعوبة إدامة هذه الطائرات وكثرة عطلاتها ألغيت بعد سقوط النظام الملكي عام 1958.
في 20 كانون الثاني / يناير، 1957، استبدلت تسميات كتائب مقاومة الطائرات على وفق الآتي:
- كتيبة مقاومة الطائرات الخفيفة الأولى إلى كتيبة مقاومة الطائرات الخفيفة/23 وألحقت بقيادة الفرقة الأولى وأسكنت في البصرة.
- كتيبة مقاومة الطائرات الخفيفة الثانية إلى كتيبة مقاومة الطائرات الخفيفة/27 وألحقت بقيادة الفرقة الثانية في كركوك وبُدل تسليحها بعد سقوط النظام الملكي بمدافع شرقية عيار 37 ملم.

وفي 15 تشرين الأول/ أكتوبر، من عام 1957، جهز الجيش ب18 مدفعاً عيار 90 ملم الثقيلة الأمريكية الصنع، وشكل من هذه المدافع كتيبة مقاومة الطائرات الثقيلة/31 الموجهة بالرادار وربطت بمدفعية المقر العام. وعين العقيد عبد الرحمن فتاح آمراً لها في معسكر الوشاش، ولم تستخدم لعدم اكتمال التدريب.

#### العهد الجمهوري من عام 1958 إلى 1968
بعد سقوط النظام الملكي وإعلان الجمهورية العراقية، تغيرت سياسة العراق واتجهت نحو المناشئ الشرقية لاستيراد السلاح، وبالأخص من الاتحاد السوفيتي، وكان نصيب أسلحة مقاومة الطائرات من استيرادات العراق محدوداً إلا أنه قد شُكلت عدد محدود من الوحدات وتبديل تسليح الكتائب المشكلة سابقاً بأسلحة شرقية وأصبح المدفع القياسي هو 37 ملم السوفيتي الصنع، ولم يكن للصنف مديرية آنذاك بل كانت إحدى شعب مديرية مدفعية الميدان هي المسؤولة عن أسلحة مقاومة الطائرات.
في 17 تموز، / أيلول، عام 1958، شكلت كتيبة مقاومة الطائرات / 29، في معسكر سعد، في بعقوبة مؤلفة من مقر كتيبة وثلاث بطريات مسلحة بمدافع 37 ملم آحادي السباطنة.
وبعد إعلان الجمهورية العراقية، جُهز العراق بمدافع 100 ملم موجهة بالرادار (السونايين) وجرى فتح الدورة داخل العراق بتاريخ 1 تشرين الثاني، 1958، بإشراف الخبراء الروس. وبعد إنهاء التدريب أعيد تنظيم الكتيبة بتاريخ 12 كانون الثاني، 1960، واستبدل اسمها بكتيبة مقاومة الطائرات المتوسطة /31، وعين أول آمر لها المقدم داود سلمان الغلاي، وبذلك تعد أول كتيبة مقاومة طائرات موجهة في الجيش، سلحت بمدافع 100 ملم موجهة. وشمل تنظيم الكتيبة على مقر، وبطرية سيطرة، وثلاث بطريات رمي. واتخذت الكتيبة معسكر أبي غريب مقراً لها.
وقد أرتبطت وحدات مدفعية مقاومة الطائرات منذ تشكيلها بآمريات مدفعية ميدان فرقة وآمرية مدفعية ميدان المقر العام المرتبطة أصلاً بمديرية واحدة هي مديرية مدفعية الميدان، واستمر العمل على هذه الصورة حتى تشكيل مديرية مدفعية مقاومة الطائرات وانفصالها عن مديرية مدفعية الميدان حيث أصبح كل منهما صنفاً مستقلاً.
في 16 آب، 1959، شكلت كتيبة مقاومة الطائرات الخفيفة، من مقر كتيبة، وثلاث بطريات، وسلحت بمدافع 37 ملم أحادي السباطنة. وفي تشرين الأول من عام 1959، شكلت كتيبة مقاومة الطائرات الخفيفة 24، في ثكنة جسر الخر من مقر الكتيبة وثلاث بطريات وسلحت بمدافع 37 ملم أحادي السبطانة.
في 1 آذار، 1961، شكلت كتيبة مقاومة الطائرات 17 من مقر كتيبة وثلاث بطريات وسلحت بمدافع أحادي السباطنة، وأعيد تنظيم الكتيبة بتاريخ 2 كانون الثاني، 1963، باسم كتيبة مقاومة الطائرات المتوسطة / 17، والتي تتألف من مقر كتيبة، وستة بطريات رمي موجهة سلحت بمدافع 100 ملم. وفي عام 1963 تعاقد العراق مع الجانب السوفيتي على شراء كتيبة صواريخ أرض - جو نوع (دفينا) أو سام واحد، وعند وصوله شكلت كتيبة مقاومة الطائرات صواريخ /34 (كتيبة الدولاب) بتاريخ 2 آذار، 1963، وكان أول آمر لها العقيد داود سلمان الغلاي، واتخذت من معسكر أبي غريب مقراً لها ونظمت الدورات التدريبية على معدات هذه الكتيبة، ثم ألغيت بتاريخ 13 تموز، 1963، لعدم اكتمال تجهيز المعدات من الجانب السوفيتي وسلمت المعدات إلى جمهورية مصر العربية هدية لتعزيز جبتها مع إسرائيل، وكان العراق بذلك أول دولة عربية امتلكت سلاح صواريخ أرض - جو.
وفي 16 أغسطس، / آب، من عام 1965، تأسست مدفعية مقاومة الطائرات، وضمت مقراً وجناح مدفعية مقاومة الطائرات الخفيفة، وجناح مدفعية مقاومة الطائرات المتوسطة، والجناح الإداري، وكان أول آمر جناح مدفعية مقاومة الطائرات الخفيفة العقيد نامق عبد الله، وأول آمر جناح مدفعية مقاومة الطائرات المتوسطة العقيد جلال سعيد، وأنيطت مسؤولية إعداد ضباط ومراتب صنف مقاومة الطائرات إلى المدرسة بعد أن كانت من مسؤولية مدرسة مدفعية الميدان.
وفي 6 حزيران، 1967، شكلت كتيبة مقاومة الطائرات الخفيفة 21، من مقر كتيبة، وثلاث بطريات رمي، سلحت بمدافع 37 ملم أحادي السباطنة.

#### من 1968 إلى 1980
بعد سيطرة حزب البعث على الحكم في عام 1968 أولت قيادة الحزب اهتماماً كبيراً لتحديث الأسلحة في العراق، وكان سلاح مقاومة الطائرات واحد من الأسلحة الرئيسة، ووفي عام 1970، شكلت لجنة، وبرئاسة اللواء داود سلمان الغلاي، وعدد من الضباط المعنيين بأسلحة مقاومة الطائرات والدفاع الجوي، وكان ذلك بإشراف الرئيس العراقي الراحل صدام حسين، عندما كان نائباً لرئيس مجلس قيادة الثورة، ووضعت هذه اللجنة اقتراحات كانت بمثابة أساس لتطوير أسلحة مقاومة الطائرات والدفاع الجوي، خصوصاً في الجانب التنظيمي للدفاع الجوي وتطوير المؤسسات التدريبية الخاصة بالصنف، وطرق تطويره والتسليح والتفاصيل، ونتج عن ذلك تشكيل أعداد كبيرة من وحدات مقاومة الطائرات ومقرات التشكيلات لأغراض القيادة والسيطرة، وإدخال أسلحة حديثة للخدمة للمرة الأولى في القطر، مما أرى قواعد تأسيس منظومة دفاع جوي متطورة. وفي الأعوام المحصورة من 1968، إلى 1980، شكلت المقرات التشكيلات والوحدات الآتية:
- في 8 سبتمبر، 1968 شكلت آمرية مقاومة الطائرات والصواريخ، وعين أول آمر لها اللواء داود سلمان الغلاي، وكانت مسؤوليتها القيادة والسيطرة على جميع أسلحة مدفعية مقاومة الطائرات وصواريخ الدفاع الجوي المفتوحة لحماية المواقع والمشاريع الحيوية في العراق، وحدد ارتباطها في قيادة القوة الجوية والدفاع الجوي ولتعارض قدم آمر الآمرية مع قائد القوة الجوية والدفاع الجوي رُبطت الآمرية في رئاسة أركان الجيش، وأعيد تنظيمها في 23 أكتوبر، 1974 باسم شعبة مدفعية مقاومة الطائرات. وبتاريخ 1 نوفمبر، 1976، أعيد تنظيمها باسم آمرية مدفعية مقاومة الطائرات وفي الوقت نفسه، شكلت آمرية الصواريخ القوة الجوية، وارتبطت الأمريتان في قيادة القوة الجوية والدفاع الجوي، وبتاريخ 19 تموز، 1979، دُمجت آمرية مدفعية مقاومة الطائرات للقوة الجوية والدفاع الجوي مع آمرية صواريخ القوة الجوية والدفاع الجوي.

بعد دخول سلاح الصواريخ أرض - جو، طرأ تحول على أسلحة مقاومة الطائرات، فُشكلت أول كتيبة صواريخ هي كتيبة صواريخ 125 بتاريخ 31 يناير، 1972، وتتكون من أربع بطريات رمي بيجورا، وهي بطريقة مستقلة/31 والبطرية المستقلة/33 والبطرية المستقلة/35 والبطرية المستقلة/37 مع بطرية فنية بيجورا/93 ومعمل تصليح/80، وفي 7 أبريل، 1972، فتحت هذه البطرية لحماية المقرات والمشاريع الحيوية في بغداد، وفي 11 يونيو، 1974، أُعيد تنظيم ملاك الكتيبة إلى لواء صواريخ /145، فضلاً عن أربع بطريات رمي فولكا هي البطرية المستقلة/50، والبطرية المستقلة 52، والبطرية المستقلة /54، والبطرية المستقلة /56، مع بطرية فنية فولكا/76 إلى ملاك الكتيبة.
شُكلت مديرية تتولى المسؤولية الفنية، بعدما توسعت الحكومة العراقية في تشكيل وحدات مقاومة الطائرات الصواريخ والمدفعية، ولتوسع الصنف هذا فقد شُكلت على وفق المراحل الآتية:
أولاً: في 4 نوفمبر، 1971، شكلت مديرية الصواريخ، وارتبطت بمقر قيادة القوة الجوية من النواحي كافة، وارتبطت بها الكتيبة 125 ووحدات الصواريخ، وعد مقر المديرية مقراً لصنف الصواريخ، وعين العميد برهان الدين توفيق أول مديراً لها.
ثانياً: في 22 أبريل، 1973، شُكلت مديرية مدفعية مقاومة الطائرات، وفي 10 مايو، 1973 شغل العميد محمد سليم أحمد منصب المدير لها، وارتبطت المديرية بدائرة التدريب.
ثالثاً: في 1 يناير، 1980، غُير اسمها إلى مديرية مقاومة الطائرات، بعد أن دمجت مديرية مدفعية مقاومة الطائرات، ومديرية صواريخ مقاومة الطائرات، وارتبطت المديرية بدائرة التنظيم والتعبئة.
رابعاً: في 20 فبراير، 1980 انتقلت المديرية من مقرها الكائن في وزارة الدفاع، إلى بناية التعبئة والإحصاء (المجمع العسكري) في الكسرة
خامساً: في عام 1985، أعيد ارتباط مديرية مقاومة الطائرات بدائرة التدريب، بدلاً من ارتباطها بدائرة التنظيم والتعبئة.
سادساً: في 18 يناير، 1987، انتقلت مديرية مقاومة الطائرات من مجمع الكسرة، إلى بناية جديدة في منطقة السعدون، وفي 25 فبراير، 1988، أعيد نقل المديرية إلى مجمع الكسرة من جديد.
سابعاً: أعيد تنظيم وارتباط مديرية مقاومة الطائرات في عام 1989، وكما يلي:
1. فك ارتباط مديرية مقاومة الطائرات من دائرة التدريب، ومن ارتباطها بقيادة القوة الجوية والدفاع الجوي، ونُشر انفكاكها بكتاب معاونية القائد للدفاع الجوي 16 في 7 يناير، 1990، أعتباراً من 1 يناير، 1990.
2. فك ارتباط معهد الدفاع الجوي من نظام معركة مديرية مقاومة الطائرات، وارتبط بمعاونية القائد للدفاع الجوي قيادة القوة الجوية والدفاع الجوي.
3. في 1 يناير، 1989، ألغيت آمرية مقاومة الطائرات لقيادة القوة الجوية والدفاع الجوي.

ثامناً: في 27 ديسمبر، 1989، فك ارتباط معمل التصليح 841 من آمرية مقاومة الطائرات لقيادة القوة الجوية والدفاع الجوي الملغاة، وارتبطت بمديرية مقاومة الطائرات بكل النواحي. وفك الارتباط الفني لآمريات مدفعية مقاومة الطائرات للقواطع ويرتبط بالمديرية حسب ارتباطها الجديد.
تاسعاً: في 14 يناير، 1990، انتقلت مديرية مقاومة الطائرات من بنايتها في مجمع الكسرة إلى مجمع القوة الجوية.
عاشراً: انتقلت مديرية مقاومة الطائرات من مجمع قيادة القوة الجوية والدفاع الجوي إلى مجمع المستنصرية، بعد أن انفكت من قيادة القوة الجوية والدفاع الجوي، وارتبطت بدائرة التدريب ثم انتقلت المديرية إلى مجمع الكسرة العسكري، بعد أن شكلت قيادة الدفاع الجوي، وأصبحت من نظام معركة معاونية القائد للأمور الفنية في 1 فبراير، 1993. وانتقلت المديرية مرة ثانية إلى مجمع القيادة، بعد أن اكتملت الأبنية الخاصة بها، وصارت ضمن مجمع قيادة الدفاع الجوي، في منطقة الكرادة، في بغداد، في 27 يناير، 1995.
إحدى عشر: جرى تشكيل عدد من وحدات مدفعية مقاومة الطائرات، إذ شكلت (13) كتيبة مقاومة الطائرات موجهة/57 ملم و (10) كتيبة مقاومة الطائرات غير موجهة 37 ملم -30 ملم - 23 ملم لعدم كفاية العدد السابق لتأمين حماية المقرات والمشاريع الحيوية.
أثني عشر: شكلت ثلاثة صواريخ مختلطة من بطريات فولكا وبيجورا، وخُصصت لحماية المقراع والمشاريع الحيوية:
| التشكيل         | التاريخ        |
| --------------- | -------------- |
| لواء صواريخ/148 | 3 فبراير، 1975 |
| لواء صواريخ/195 | 30 يوليو، 1975 |
| لواء صواريخ/146 | 24 يوليو، 1976 |

ثالث عشر: شكلت ستُ كتائب صواريخ كفادرات ذاتية الحركة للعمل ضمن الدفاع الجوي الميداني (الفرق المدرعة والآلية) ودخلت هذا النوع من الصواريخ، في عام 1974، وكما يلي:
| عنوان العمود               | التاريخ         | الارتباط       |
| -------------------------- | --------------- | -------------- |
| كتيبة الصواريخ كفادرات/155 | 26 سبتمبر، 1974 | الفيلق الأول   |
| كتيبة الصواريخ كفادرات/162 | 7 نوفمبر، 1974  | الفيلق الخامس  |
| كتيبة الصواريخ كفادرات/175 | 23 مارس، 1975   | الفيلق الرابع  |
| كتيبة الصواريخ كفادرات/185 | 9 أغسطس، 1979   | الفيلق الثالث  |
| كتيبة الصواريخ كفادرات/186 | 12 مارس، 1980   | ق ق ح الجمهوري |
| كتيبة الصواريخ كفادرات/183 | 9 أغسطس، 1979   | الفيلق الثامن  |

رابع عشر: في 14 أبريل، 1975 شُكلت بطرية مقاومة الطائرات/288 (57) ملم ذاتية الحركة، إلى دفاع جوي الفيلق الثالث. وشُكلت 16 رعيل مقاومة الطائرات 23 ملم لأولية الصواريخ أرض - جو لتأمين الحماية من الهجمات الجوية المعادية.
خامس عشر: شكل 15 بطرية مختلطة مكونة من شيلكا، وستريلا 1 أم للتشكيلات الميدانية المدرعة والآلية لمواجهة التهديد الجوي الواطيء جداً من القوات البرية.
سادس عشر: شُكل عدد من آمريات الدفاعات الجوية للفيالق والفرق المدرعة والآلية والمشاة لتأمين القيادة والسيطرة على وحدات الدفاع الجوي الميداني العاملة ضمن الفيالق والفرق وكما يلي:
| الآمرية                                  | التشكيل         |
| ---------------------------------------- | --------------- |
| آمرية دفاع جوي الفرقة المدرعة الثالثة    | 20 يناير، 1976  |
| آمرية دفاع جوي الفرقة المدرعة السادسة    | 20 يناير، 1976  |
| آمرية دفاع جوي قيادة قوات الحرس الجمهوري | 22 أغسطس، 1976  |
| آمرية دفاع جوي الفيلق الأول              | 7 مارس، 1977    |
| آمرية دفاع جوي الفرقة الفيلق الثاني      | 7 مارس، 1977    |
| آمرية دفاع جوي الفرقة الفيلق الثالث      | 7 مارس، 1977    |
| آمرية دفاع جوي فرقة المشاة الآلي الخامسة | 21 سبتمبر، 1977 |
| آمرية دفاع جوي فرقة المشاة الرابعة       | 18 فبراير، 1979 |
| آمرية دفاع جوي فرقة المشاة الأولى        | 18 أغسطس، 1979  |

## هيكلة القيادة
كان يتألف الدفاع الجوي السابق المتكامل من مركز عمليات الدفاع الجوي الوطني في بغداد وقطاعات الدفاع الجوية أربعة التالية:
- قيادة عمليات الدفاع الجوي الأول وتسمى أيضا قطاع الدفاع الجوي للمنطقة الوسطى له قطاع مركز العمليات في التاجي ومراكز عمليات في التاجي وقاعدة التقدم وسلمان باك والكوت والنجف والنخيب
- قيادة عمليات الدفاع الجوي الثاني، المعروف ايضاً بأسم قيادة الدفاع الجوي الغربية، وتقع قواعدة في شركة نفط الجنوب، مطار H-3 مع مطار H-1، والرطبة
- قيادة عمليات الدفاع الجوي الثالثة، وتعرف ايضاً بأسم قيادة عمليات الدفاع الجوي الجنوبية، تقع قواعدها في شركة نفط الجنوب، ومطار طليل، وشركات النفط اعالمية في طليل، العمارة، سلمآن، والزبير
- قيادة عمليات الدفاع الجوي الرابعة، المعروف ايضاً باسم قيادة عمليات الدفاع الجوي الشمالية، تقع مقراتها في شركة نفط الشمال في كركوك، مع شركات النفط العالمية في كركوك والموصل .

تم تعيين كل قيادة عمليات دفاع جوي كتائب انذار مبكر، وهي كانت مسؤولة عن تشغيل نقاط المراقبة البصرية ورادارات المراقبة الجوية
تتركز تغطية الدفاع الجوي في جميع أنحاء بغداد والأهداف العسكرية والاستراتيجية الرئيسية، تم تدمير العديد من اسلحة الدفاع الجوي العراقي في حرب الخليج وخلال الضربات الأمريكية يترتب على ذلك فرض ناطق حزر الطيران فوق شمال العراق وجنوبة، ما زا ل العراق يحتفظ بعدد لا بأس به من انظمة الأسلحة للدفاع الجوي على الرغم من هذا الخسائر، يمتلك العراق سام 2 سام 3 سام 6 سام 7 سام 8 سام 9 سام 13 سام 16 هوك

## المِلاك

### قادة قيادة الدفاع الجوي
| الرتبة العسكرية       | اسم القائد     | فترة تولي المنصب   |
| --------------------- | -------------- | ------------------ |
| الفريق الركن دفاع جوي | جبار عبيد كاظم | لغاية 2020         |
| الفريق الركن دفاع جوي | معن زيد السعدي | 2020- الوقت الحالي |

### الضباط والجنود
بلغ تعداد منتسبي قيادة الدفاع الجوي العراقي قرابة 4000 عنصر من جنود وضابط الذين يتولون مراقية الاجواء العراقية وحمايتها من الاعتداءات الخارجية والارهابية.

### الرتب
تتشارك قيادة الدفاع الجوي الرتب مع باقي قيادات الجيش العراقي المختلفة بالرموز ويضاف كلمة دفاع جوي (اختصاراً د.ج.) بعد اسم الرتبة للدلالة على الصنف، وكذلك الجنود وضباط الصف.

## المعدات

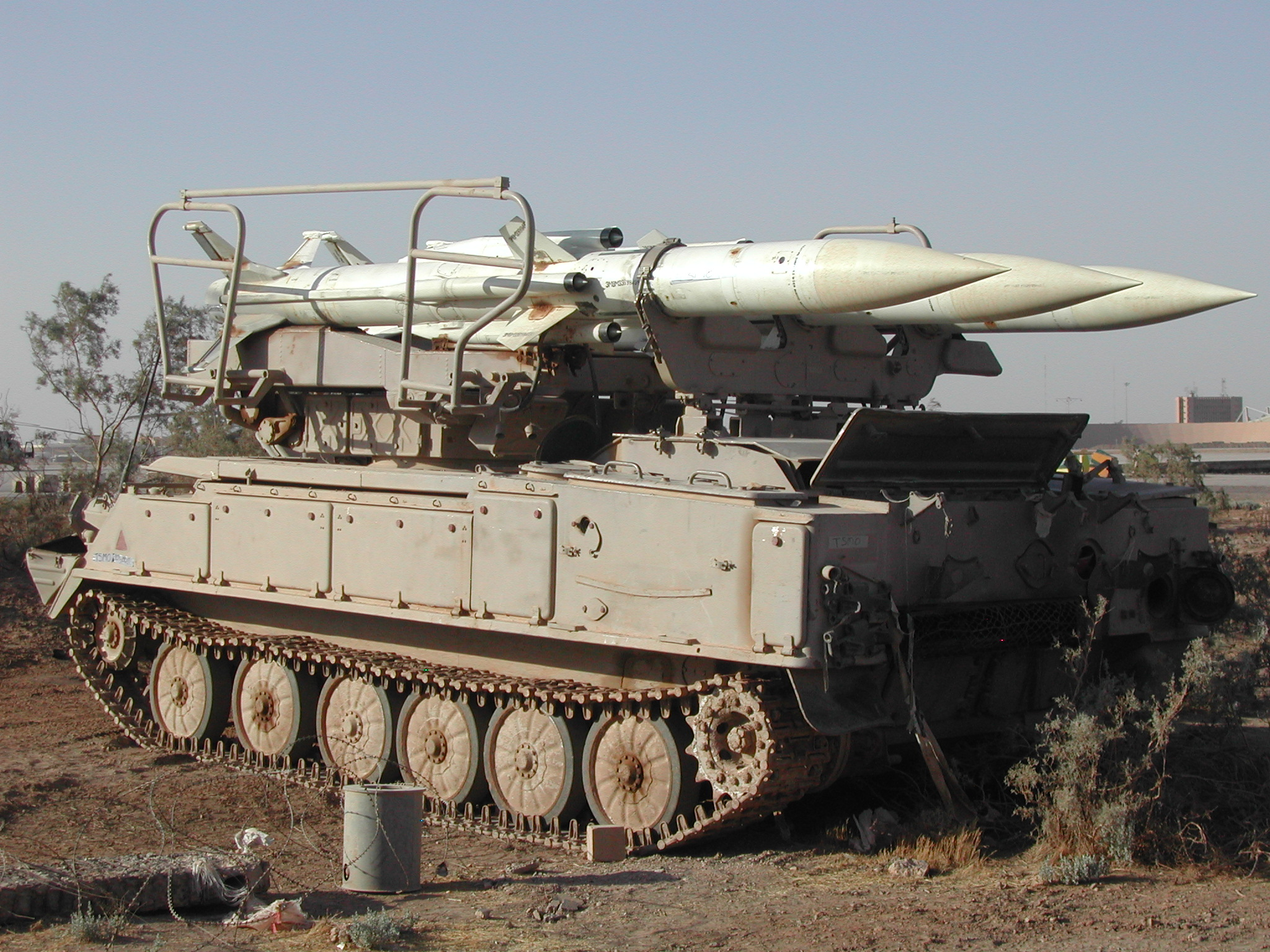
منظومة سام 6 عراقية.

بحلول صيف عام 1990، يمتلك العراق 16,000صاروخ أرض-جو (صواريخ سام) الموجهة بالرادار والمتقفية للأثر الحراري، بما في ذلك SA-2 السوفيتي، SA-3، SA-6، SA-7، SA-8، SA- 9، SA-13، SA-14، و SA-16، ورولاند الفرنسية الألمانية. وكذلك امتلك الدفاع الجوي الصواريخ الاعتراضية لسلاح الجو، بما في ذلك SA-7/14، SA-8، SA-9/13، SA-16 أنظمة صواريخ، وZSU-23/4 نظام AAA ذاتية . وبالإضافة إلى ذلك، كان للدفاع الجوي العراقي أكثر من 7500 قطعة AAA حماية جميع الأهداف ذات القيمة، وبعضها منتشرة على أسطح المباني العديدة في بغداد. هذه الأسلحة - 57 ملم و 37 ملم قطع AAA، ZSU-23/4 و ZSU-57/2 أنظمة AAA ذاتية، ومئات من الأسلحة المضادة للطائرات الخفيفة 14.5 ملم و 23 ملم - شكلت العمود الفقري وشبكة الدفاع الجوي المتكاملة في كبرى المناطق المستهدفة ذات القيمة العالية (مثل بغداد والمطارات والمجمعات السكنية ومصانع إنتاج العوامل الكيميائية والمنشآت النووية) قد تكون مجتمعة الدفاع الجوي الأسلحة الفتاكة للطائرات التي تعمل تحت 10,000 قدم.

### بعد عام 2003
نتيجة للعمليات العسكرية في عام 2003 وما تلاها من احداث فقدت قيادة الدفاع الجوي العراقي اغلب الرادارات والصواريخ الاعتراضية وكذلك الطائرات المنضوية تحت أمرتها، بدأ الجيش العراقي بالاهتمام بقيادة الدفاع الجوي وتسليحها من جديد بالرادارات والصواريخ المضادة للطائرات

#### الرادارات
| الرادار               | صورة | المنشأ           | النوع                                                  |
| --------------------- | ---- | ---------------- | ------------------------------------------------------ |
| ال (سنتينل) AN/MPQ-64 |      | الولايات المتحدة | رادار متحرك ثلاثي الابعاد للرصد والمتابعة (قصير المدى) |
| AN-117                |      | الولايات المتحدة | رادار متحرك ثلاثي الابعاد للرصد والمتابعة (بعيد المدى) |
| AN/TPQ-37             |      | الولايات المتحدة | رادار متحرك رصد ومتابعة (بعيد المدى)                   |
| beale                 |      | ألمانيا          | رادار متحرك (ميداني) رصد ومتابعة (قصير المدى)          |

#### منظومات الدفاع الجوي
| المنظومة IQ-MSAM II | صورة | النوع مضاد طائرات وصواريخ         | المنشأ كوريا الجنوبية | العدد 8 بطاريات | أخرى تم التعاقد مقابل 2.6 مليار دولار |
| ------------------- | ---- | --------------------------------- | --------------------- | --------------- | ------------------------------------- |
| AZP-60              |      | مدفع الي متحرك مضاد للطائرات      | الاتحاد السوفيتي      | ≈ 250           | تم تجديدها وإعاد العمل بها مؤخراً      |
| مدفع بوفورز         |      | مدفع الي متحرك مضاد للطائرات      | السويد                | ≈100            | تم تجديدها وإعادة العمل بها مؤخراً     |
| Avenger TWQ-1أفينجر |      | صواريخ قصيرة المدى مضادة للطائرات | الولايات المتحدة      | 100             |                                       |
| كيه إم- سام         |      | صاروخ سطح - جو متوسط المدى        | كوريا الجنوبية        | 8               |                                       |

## المعدات الحديثة

### نظام M-SAM-2 IQ
في يونيو 2024، أعلنت وزارة الدفاع العراقية عن توقيع عقد مع كوريا الجنوبية لشراء 8 بطاريات من نظام الدفاع الجوي متوسط المدى "M-SAM-2 IQ" (المعروف أيضًا بـ Cheongung II). يتكون كل نظام من 6 منصات إطلاق، مما يوفر قدرات دفاعية متقدمة ضد الطائرات وصواريخ الكروز والصواريخ الباليستية. يتميز النظام برادار متعدد الوظائف قادر على تتبع أهداف متعددة في وقت واحد، ويستخدم تقنية "الضرب للقتل" الحركية لتعزيز فعاليته. تبلغ قيمة الصفقة حوالي 2.56 مليار دولار أمريكي، وهي جزء من جهود العراق لتحديث قدراته الدفاعية الجوية استجابةً للتهديدات الإقليمية المتزايدة.

نظام M-SAM-2 IQ مع العلم العراقي

### رادارات Thales الفرنسية
في يوليو 2022، وقّع العراق عقدًا مع شركة Thales الفرنسية لتزويده برادارات متطورة لتعزيز قدرات الدفاع الجوي. شملت المرحلة الأولى من الصفقة 4 رادارات بعيدة المدى من طراز Thales Ground Master GM403، مع مركز قيادة وعمليات تابع لقيادة الدفاع الجوي العراقي. يتميز رادار GM403 بكونه ثلاثي الأبعاد، قادر على تحديد ارتفاع الهدف وزاويته الأفقية والمسافة، مع مقاومة عالية للحرب الإلكترونية. كما يُخطط في المرحلة الثانية لتزويد العراق بـ 14 رادارًا من طراز Thales Ground Master GM200 متوسط المدى متعدد المهام. تتضمن الصفقة تدريب كوادر الدفاع الجوي العراقي على صيانة هذه الرادارات بشكل مستقل. الرادارات ستنتشر في محافظات الديوانية والأنبار ونينوى والبصرة لتعزيز سيادة العراق على أجوائه.